# RNF13
RNF13 (англ. Ring finger protein 13) – білок, який кодується однойменним геном, розташованим у людей на короткому плечі 3-ї хромосоми.  Довжина поліпептидного ланцюга білка становить 381 амінокислот, а молекулярна маса — 42 814.
| 10         |  | 20         |  | 30         |  | 40         |  | 50         |
| ---------- |  | ---------- |  | ---------- |  | ---------- |  | ---------- |
| MLLSIGMLML |  | SATQVYTILT |  | VQLFAFLNLL |  | PVEADILAYN |  | FENASQTFDD |
| LPARFGYRLP |  | AEGLKGFLIN |  | SKPENACEPI |  | VPPPVKDNSS |  | GTFIVLIRRL |
| DCNFDIKVLN |  | AQRAGYKAAI |  | VHNVDSDDLI |  | SMGSNDIEVL |  | KKIDIPSVFI |
| GESSANSLKD |  | EFTYEKGGHL |  | ILVPEFSLPL |  | EYYLIPFLII |  | VGICLILIVI |
| FMITKFVQDR |  | HRARRNRLRK |  | DQLKKLPVHK |  | FKKGDEYDVC |  | AICLDEYEDG |
| DKLRILPCSH |  | AYHCKCVDPW |  | LTKTKKTCPV |  | CKQKVVPSQG |  | DSDSDTDSSQ |
| EENEVTEHTP |  | LLRPLASVSA |  | QSFGALSESR |  | SHQNMTESSD |  | YEEDDNEDTD |
| SSDAENEINE |  | HDVVVQLQPN |  | GERDYNIANT |  | V          |  |            |

A: Аланін

C: Цистеїн

D: Аспарагінова кислота

E: Глутамінова кислота

F: Фенілаланін

G: Гліцин

H: Гістидин

I: Ізолейцин

K: Лізин

L: Лейцин

M: Метіонін

N: Аспарагін

P: Пролін

Q: Глутамін

R: Аргінін

S: Серин

T: Треонін

V: Валін

W: Триптофан

Кодований геном білок за функцією належить до трансфераз. 
Задіяний у таких біологічних процесах як убіквітинування білків, альтернативний сплайсинг. 
Білок має сайт для зв'язування з іонами металів, іоном цинку. 
Локалізований у ядрі, мембрані, ендоплазматичному ретикулумі, лізосомі, апараті гольджі, ендосомах.